# Nemzeti Bajnokság III
Nemzeti Bajnokság III (NB III, Ness Hungary NB III) – jest trzecim poziomem rozgrywek piłkarskich na Węgrzech. Po zakończeniu sezonu do NB II awansuje pierwszy zespół z każdej grupy, zastępują je w NB III po trzy najsłabsze zespoły z każdej grupy NB II. Z kolei po dwa zespoły spadają do Megye I (najwyższego poziomu regionalnych rozgrywek).

## Skład ligi w sezonie 2015/16

### Grupa Wschodnia
| Klub                       | Miasto        |
| -------------------------- | ------------- |
| Ceglédi VSE                | Cegléd        |
| Cigánd SE                  | Cigánd        |
| Debreceni VSC II           | Debreczyn     |
| Diósgyőri VTK II           | Miszkolc      |
| Felsőtárkány SE            | Felsőtárkány  |
| Hatvan FC                  | Hatvan        |
| Jaszbereny SE Vasas        | Jaszbereny    |
| Kazincbarcikai SC          | Kazincbarcika |
| Nyírbátori FC              | Nyírbátor     |
| Nyíregyháza Spartacus FC   | Nyíregyháza   |
| Putnok VSE                 | Putnok        |
| Rákosmenti Községi SK      | Budapeszt     |
| Rákospalotai EAC Budapeszt | Budapeszt     |
| Somos SE                   | Somos         |
| Tállya KSE                 | Tállya        |
| FC Tiszaújváros            | Tiszaújváros  |
| Újpest FC II               | Budapeszt     |

### Grupa Centralna
| Klub                        | Miasto           |
| --------------------------- | ---------------- |
| Békéscsaba 1912 Előre SE II | Békéscsaba       |
| Bölcskei SE                 | Bölcske          |
| Dabas FC                    | Dabas            |
| Dunaharaszti Munkás TK      | Dunaharaszti     |
| Erzsébeti Spartacus MTK LE  | Budapeszt        |
| Gyulai Termál FC            | Gyula            |
| Honvéd II                   | Budapeszt        |
| Hódmezővásárhely FC         | Hódmezővásárhely |
| Komlói Bányász SK           | Komló            |
| Kozármisleny SE             | Kozármisleny     |
| Monori SE                   | Monor            |
| Paks II                     | Paks             |
| Pénzügyőr SE                | Budapeszt        |
| FC Szekszárd                | Szekszárd        |
| Szentlőrinc SE              | Szentlőrinc      |
| Szeol SC                    | Segedyn          |
| Újbuda TC                   | Budapeszt        |

### Grupa Zachodnia
| Klub                     | Miasto          |
| ------------------------ | --------------- |
| Andráshida SC            | Andráshida      |
| Balatonfüredi FC         | Balatonfüred    |
| Csepel                   | Budapeszt       |
| Csornai SE               | Csorna          |
| Diósdi TC                | Diósd           |
| Dorogi FC                | Dorog           |
| Előre SC                 | Budapeszt       |
| Érdi Városi SE           | Érd             |
| Ferencvárosi TC II       | Budapeszt       |
| Győri ETO FC             | Győr            |
| III. Kerületi TUE        | Budapeszt       |
| Mosonmagyaróvári TE 1904 | Mosonmagyaróvár |
| MTK II                   | Budapeszt       |
| Puskás Akadémia FC II    | Felcsút         |
| Sárvári FC               | Sárvár          |
| FC Tatabánya             | Tatabánya       |
| Videoton FC II           | Székesfehérvár  |